# Meijin 1996
Il Meijin 1996 è stata la 21ª edizione del torneo goistico giapponese Meijin.

## Qualificazioni
|  | Quarti di finale    | Quarti di finale    | Quarti di finale |            |                | Semifinali     | Semifinali | Semifinali |  |  | Finale | Finale | Finale |  |
|  |                     |                     |                  |            |                |                |            |            |  |  |        |        |        |  |
|  | Shuzo Awaji         | Shuzo Awaji         | 1                |            |                |                |            |            |  |  |        |        |        |  |
|  | Shuzo Awaji         | Shuzo Awaji         | 1                |            |                |                |            |            |  |  |        |        |        |  |
|  | Kazunari Fujisawa   | Kazunari Fujisawa   | 0                |            |                |                |            |            |  |  |        |        |        |  |
|  | Kazunari Fujisawa   | Kazunari Fujisawa   | 0                |            | Shuzo Awaji    | Shuzo Awaji    | 0          |            |  |  |        |        |        |  |
|  |                     |                     |                  |            | Shuzo Awaji    | Shuzo Awaji    | 0          |            |  |  |        |        |        |  |
|  |                     |                     | Norio Kudo       | Norio Kudo | 1              |                |            |            |  |  |        |        |        |  |
|  | Toshimichi Sekiyama | Toshimichi Sekiyama | Norio Kudo       | Norio Kudo | 1              | 0              |            |            |  |  |        |        |        |  |
|  | Toshimichi Sekiyama | Toshimichi Sekiyama |                  |            |                |                |            |            |  |  |        |        |        |  |
|  | Norio Kudo          | Norio Kudo          | 1                |            |                |                |            |            |  |  |        |        |        |  |
|  | Norio Kudo          | Norio Kudo          | 1                |            | Norio Kudo     | Norio Kudo     | 1          |            |  |  |        |        |        |  |
|  |                     |                     |                  |            |                |                |            |            |  |  |        |        |        |  |
|  |                     |                     | Ryu Shikun       | Ryu Shikun | 0              |                |            |            |  |  |        |        |        |  |
|  | Yusaku Ogaki        | Yusaku Ogaki        | Ryu Shikun       | Ryu Shikun | 0              | 0              |            |            |  |  |        |        |        |  |
|  | Yusaku Ogaki        | Yusaku Ogaki        |                  |            |                |                |            |            |  |  |        |        |        |  |
|  | Kunihisa Honda      | Kunihisa Honda      | 1                |            |                |                |            |            |  |  |        |        |        |  |
|  | Kunihisa Honda      | Kunihisa Honda      | 1                |            | Kunihisa Honda | Kunihisa Honda | 0          |            |  |  |        |        |        |  |
|  |                     |                     |                  |            | Kunihisa Honda | Kunihisa Honda | 0          |            |  |  |        |        |        |  |
|  |                     |                     | Ryu Shikun       | Ryu Shikun | 1              |                |            |            |  |  |        |        |        |  |
|  | Ryu Shikun          | Ryu Shikun          | Ryu Shikun       | Ryu Shikun | 1              | 1              |            |            |  |  |        |        |        |  |
|  | Ryu Shikun          | Ryu Shikun          |                  |            |                |                |            |            |  |  |        |        |        |  |
|  | Masaki Ogata        | Masaki Ogata        | 0                |            |                |                |            |            |  |  |        |        |        |  |

|  | Quarti di finale  | Quarti di finale  | Quarti di finale  |                   |             | Semifinali  | Semifinali | Semifinali |  |  | Finale | Finale | Finale |  |
|  |                   |                   |                   |                   |             |             |            |            |  |  |        |        |        |  |
|  | O Meien           | O Meien           | 1                 |                   |             |             |            |            |  |  |        |        |        |  |
|  | O Meien           | O Meien           | 1                 |                   |             |             |            |            |  |  |        |        |        |  |
|  | Shoichi Takagi    | Shoichi Takagi    | 0                 |                   |             |             |            |            |  |  |        |        |        |  |
|  | Shoichi Takagi    | Shoichi Takagi    | 0                 |                   | O Meien     | O Meien     | 1          |            |  |  |        |        |        |  |
|  |                   |                   |                   |                   | O Meien     | O Meien     | 1          |            |  |  |        |        |        |  |
|  |                   |                   | Hiroshi Yamashiro | Hiroshi Yamashiro | 0           |             |            |            |  |  |        |        |        |  |
|  | Yasuhiro Nakano   | Yasuhiro Nakano   | Hiroshi Yamashiro | Hiroshi Yamashiro | 0           | 0           |            |            |  |  |        |        |        |  |
|  | Yasuhiro Nakano   | Yasuhiro Nakano   |                   |                   |             |             |            |            |  |  |        |        |        |  |
|  | Hiroshi Yamashiro | Hiroshi Yamashiro | 1                 |                   |             |             |            |            |  |  |        |        |        |  |
|  | Hiroshi Yamashiro | Hiroshi Yamashiro | 1                 |                   | O Meien     | O Meien     | 1          |            |  |  |        |        |        |  |
|  |                   |                   |                   |                   |             |             |            |            |  |  |        |        |        |  |
|  |                   |                   | Hideo Otake       | Hideo Otake       | 0           |             |            |            |  |  |        |        |        |  |
|  | Yoshiaki Imamura  | Yoshiaki Imamura  | Hideo Otake       | Hideo Otake       | 0           | 0           |            |            |  |  |        |        |        |  |
|  | Yoshiaki Imamura  | Yoshiaki Imamura  |                   |                   |             |             |            |            |  |  |        |        |        |  |
|  | Hideo Otake       | Hideo Otake       | 1                 |                   |             |             |            |            |  |  |        |        |        |  |
|  | Hideo Otake       | Hideo Otake       | 1                 |                   | Hideo Otake | Hideo Otake | 1          |            |  |  |        |        |        |  |
|  |                   |                   |                   |                   | Hideo Otake | Hideo Otake | 1          |            |  |  |        |        |        |  |
|  |                   |                   | Yasumasa Hane     | Yasumasa Hane     | 0           |             |            |            |  |  |        |        |        |  |
|  | Yasumasa Hane     | Yasumasa Hane     | Yasumasa Hane     | Yasumasa Hane     | 0           | 1           |            |            |  |  |        |        |        |  |
|  | Yasumasa Hane     | Yasumasa Hane     |                   |                   |             |             |            |            |  |  |        |        |        |  |
|  | Naoki Yata        | Naoki Yata        | 0                 |                   |             |             |            |            |  |  |        |        |        |  |

|  | Quarti di finale   | Quarti di finale   | Quarti di finale   |                    |               | Semifinali    | Semifinali | Semifinali |  |  | Finale | Finale | Finale |  |
|  |                    |                    |                    |                    |               |               |            |            |  |  |        |        |        |  |
|  | Satoshi Yuki       | Satoshi Yuki       | 1                  |                    |               |               |            |            |  |  |        |        |        |  |
|  | Satoshi Yuki       | Satoshi Yuki       | 1                  |                    |               |               |            |            |  |  |        |        |        |  |
|  | Takeshi Sakai      | Takeshi Sakai      | 0                  |                    |               |               |            |            |  |  |        |        |        |  |
|  | Takeshi Sakai      | Takeshi Sakai      | 0                  |                    | Satoshi Yuki  | Satoshi Yuki  | 0          |            |  |  |        |        |        |  |
|  |                    |                    |                    |                    | Satoshi Yuki  | Satoshi Yuki  | 0          |            |  |  |        |        |        |  |
|  |                    |                    | Norimoto Yoda      | Norimoto Yoda      | 1             |               |            |            |  |  |        |        |        |  |
|  | Takeshi Aragaki    | Takeshi Aragaki    | Norimoto Yoda      | Norimoto Yoda      | 1             | 0             |            |            |  |  |        |        |        |  |
|  | Takeshi Aragaki    | Takeshi Aragaki    |                    |                    |               |               |            |            |  |  |        |        |        |  |
|  | Norimoto Yoda      | Norimoto Yoda      | 1                  |                    |               |               |            |            |  |  |        |        |        |  |
|  | Norimoto Yoda      | Norimoto Yoda      | 1                  |                    | Norimoto Yoda | Norimoto Yoda | 1          |            |  |  |        |        |        |  |
|  |                    |                    |                    |                    |               |               |            |            |  |  |        |        |        |  |
|  |                    |                    | Takaho Kojima      | Takaho Kojima      | 0             |               |            |            |  |  |        |        |        |  |
|  | Haruo Kamimura     | Haruo Kamimura     | Takaho Kojima      | Takaho Kojima      | 0             | 0             |            |            |  |  |        |        |        |  |
|  | Haruo Kamimura     | Haruo Kamimura     |                    |                    |               |               |            |            |  |  |        |        |        |  |
|  | Takaho Kojima      | Takaho Kojima      | 1                  |                    |               |               |            |            |  |  |        |        |        |  |
|  | Takaho Kojima      | Takaho Kojima      | 1                  |                    | Takaho Kojima | Takaho Kojima | 1          |            |  |  |        |        |        |  |
|  |                    |                    |                    |                    | Takaho Kojima | Takaho Kojima | 1          |            |  |  |        |        |        |  |
|  |                    |                    | Masayuki Kurahashi | Masayuki Kurahashi | 0             |               |            |            |  |  |        |        |        |  |
|  | Reiki Magari       | Reiki Magari       | Masayuki Kurahashi | Masayuki Kurahashi | 0             | 0             |            |            |  |  |        |        |        |  |
|  | Reiki Magari       | Reiki Magari       |                    |                    |               |               |            |            |  |  |        |        |        |  |
|  | Masayuki Kurahashi | Masayuki Kurahashi | 1                  |                    |               |               |            |            |  |  |        |        |        |  |

## Torneo
- W indica vittoria col bianco
- B indica vittoria col nero
- X indica la sconfitta
- +R indica che la partita si è conclusa per abbandono
- +N indica lo scarto dei punti a fine partita
- +F indica la vittoria per forfeit
- +T indica la vittoria per timeout
- +? indica una vittoria con scarto sconosciuto
- V indica una vittoria in cui non si conosce scarto e colore del giocatore

| Giocatore        | K.K.  | O.R.  | C.C.  | M.K.  | S.K.  | R.K.  | N.Y.   | N.K.   | O.M.  | Risultato | Note                    |
| ---------------- | ----- | ----- | ----- | ----- | ----- | ----- | ------ | ------ | ----- | --------- | ----------------------- |
| Koichi Kobayashi | –     | B+3,5 | W+1,5 | X     | W+2,5 | X     | W+R    | B+R    | X     | 5-3       |                         |
| O Rissei         | X     | –     | X     | W+4,5 | B+R   | W+3,5 | B+3,5  | W+R    | B+6,5 | 6-2       |                         |
| Cho Chikun       | X     | W+R   | –     | B+0,5 | W+R   | B+3,5 | W+0,5  | B+14,5 | W+3,5 | 7-1       | Qualificato alla finale |
| Masao Kato       | W+R   | X     | X     | –     | B+R   | W+R   | B+R    | W+3,5  | B+R   | 6-2       |                         |
| Satoshi Kataoka  | X     | X     | X     | X     | –     | B+4,5 | W+R    | B+11,5 | W+4,5 | 4-2       |                         |
| Rin Kaiho        | W+R   | X     | X     | X     | X     | –     | B+10,5 | X      | B+2,5 | 3-5       |                         |
| Norimoto Yoda    | X     | X     | X     | X     | X     | X     | –      | X      | X     | 0-8       | Retrocesso              |
| Norio Kudo       | X     | X     | X     | X     | X     | B+R   | W+0,5  | –      | X     | 2-6       | Retrocesso              |
| O Meien          | B+6,5 | X     | X     | X     | X     | X     | B+R    | W+3,5  | –     | 3-5       | Retrocesso              |

## Finale
La finale è stata una sfida al meglio delle sette partite ma l'ultima non è stata giocate in quanto Cho Chikun aveva già ottenuto le quattro vittorie necessarie ad aggiudicarsi il torneo.